# Pavel Ponedelin
Pavel Grigorievich Ponedelin (em russo:  Павел Григорьевич Понеделин, 4 de março de 1893 - 25 de agosto de 1950) foi um oficial do Exército Vermelho. Comandou as tropas soviéticas durante a Batalha de Uman, na qual foi capturado pelos alemães e enviado para um campo de concentração, sendo por isso sentenciado à pena de morte em 1941. Depois da libertação e da repatriação em 1945, foi preso e condenado a cinco anos nos campos soviéticos. Em 25 agosto de 1950 fez um apelo a Stalin e foi de novo condenado à morte, com a sentença tendo sido cumprida no mesmo dia.